# 도미니언 전쟁
스타 트렉에서 도미니언 전쟁(Dominion War)은 행성 연방이 치른 최대의 전쟁으로, 약 1,700척 이상이 동원되었다. 알파 사분면(베타 사분면)과 감마 사분면 전체가 전쟁을 벌였으며(알파 사분면 : 연방, 클링온 제국, 감마 사분면 : 도미니언), 셰이프시프터의 '대연결'의 수장 '파운더'가 개입하였다. 그런데 딥 스페이스 나인 기지 부근 웜홀의 외계인인 '예언자'(Prophet)가 결정적으로 개입하면서, 사실상 연방의 승리로 돌아갔다.

## 전황
1. 제2차 딥 스페이스 9 기지에서의 전쟁 : 연방 패배, 딥 스페이스 9에서 철수. 두캇, 벤자민 시스코의 소유이며 딥 스페이스 9의 상징이기도 한 '야구공'을 넘겨받음.
2. 제1차 친토카 태양계 전쟁 : 연방-클링온 동맹 승리.
3. 귀환 작전 : 연방-클링온 동맹 승리, 1254척 규모 도미니언 함대 괴멸. 2800여 척 규모의 도미니언 증원군, 웜홀의 '예언자'(Prophet)에 의해 완전히 없어짐. 도미니언 및 카대시아 함대 퇴각, 벤자민 시스코, 다시 '야구공'을 넘겨받음.
4. 이후 많은 소규모 전쟁이 벌어짐. 일림 개랙과 벤자민 시스코, 로뮬런 제국 원로원 브리낵 의원(탈시아의 부의장) 암살. 이것이 도미니언 탓으로 돌려지면서 로뮬런이 전쟁을 선포, 연방-클링온-로뮬런 동맹.
5. 제2차 친토카 태양계 전쟁 : 브린 개입. 연방 동맹 패배, 친토카 태양계에서 철수. IKS Ki'tang(IKS 키탱)을 제외한, 311척 규모(전체의 약 99%)의 연방 동맹 함대 괴멸. USS 디파이언트 (NX-74205)호, 브린의 에너지 완충 무기(브린 에너지 디스시페이터; Breen Energy Dissipator)로 파괴됨.
6. 브린의 지구 공격 : 브린이 지구로 쳐들어와 베이징, 파리, 샌프란시스코를 비롯한 여러 도시를 공격하여 최소 2200만 명 이상 사망. 이후 침입 함대는 완전히 파괴됨.
7. 카다시아의 걸 더마아(Gul Damar), 도미니언을 침략자로 선언하고 론닥 III을 공격, 도미니언의 클론 생성 기지를 파괴하는 데 성공함. 베이조 출신인 DS9의 부사령관 키라 너리스(Kira Nerys), 군사고문 자격으로 카대시아 해방군에 합류. 이때부터 일부 카대시안이 연방 동맹에 참여. 이 과정에서 더마아 사망.
8. 제2차 카대시안 전쟁 : 도미니언, 카대시안 지역으로 전선을 축소 및 카대시안의 모행성 카대시아에서 대학살, 이 과정에서 카대시안 8억 700만 명 이상 사망. 도미니언 최후의 전쟁, 연방 동맹의 승리로 종전.

## 같이 보기
- 도미니언 (스타 트렉)